# Сайс, Андре
Андре́ Сайс (нидерл. André Saeys; 20 февраля 1911, Синт-Андрис, Бельгия — 22 марта 1988) — бельгийский футболист, нападающий, участник чемпионата мира 1930 года как запасной игрок.

## Карьера

### Клубная
Выступал за клубы «Серкль Брюгге», «Веттерен», «Беерсхот» в чемпионате Бельгии. Дважды становился чемпионом Бельгии в составе «Берсхота».

### В сборной
Был в составе сборной во время первого чемпионата мира, но не сыграл на турнире. Дебютировал в сборной в 1933 году. Всего сыграл 9 матчей за национальную команду, отметился одним забитым голом.
| Матчи и голы Андре Сайса за сборную Бельгии | Матчи и голы Андре Сайса за сборную Бельгии | Матчи и голы Андре Сайса за сборную Бельгии | Матчи и голы Андре Сайса за сборную Бельгии | Матчи и голы Андре Сайса за сборную Бельгии | Матчи и голы Андре Сайса за сборную Бельгии | Матчи и голы Андре Сайса за сборную Бельгии |
| ------------------------------------------- | ------------------------------------------- | ------------------------------------------- | ------------------------------------------- | ------------------------------------------- | ------------------------------------------- | ------------------------------------------- |
| №                                           | Дата                                        | Место проведения                            | Соперник                                    | Счёт                                        | Голы                                        | Турнир                                      |
| 1                                           | 9 апреля 1933                               | Антверпен, Бельгия                          | Нидерланды                                  | 1:3                                         | 1                                           | Товарищеский матч                           |
| 2                                           | 7 мая 1933                                  | Амстердам, Нидерланды                       | Нидерланды                                  | 2:1                                         | -                                           | Товарищеский матч                           |
| 3                                           | 4 июня 1933                                 | Варшава, Польша                             | Польша                                      | 1:0                                         | -                                           | Товарищеский матч                           |
| 4                                           | 11 июня 1933                                | Вена, Австрия                               | Австрия                                     | 1:4                                         | -                                           | Товарищеский матч                           |
| 5                                           | 22 октября 1933                             | Дуйсбург, Германия                          | Германия                                    | 1:8                                         | -                                           | Товарищеский матч                           |
| 6                                           | 26 ноября 1933                              | Брюссель, Бельгия                           | Дания                                       | 2:2                                         | -                                           | Товарищеский матч                           |
| 7                                           | 21 января 1934                              | Брюссель, Бельгия                           | Франция                                     | 2:3                                         | -                                           | Товарищеский матч                           |
| 8                                           | 25 февраля 1934                             | Дублин, Ирландия                            | Ирландское Свободное Государство            | 4:4                                         | -                                           | Отборочный матч к ЧМ-1934                   |
| 9                                           | 11 марта 1934                               | Амстердам, Нидерланды                       | Нидерланды                                  | 3:9                                         | -                                           | Товарищеский матч                           |

Итого: 9 матчей / 1 гол; 2 победы, 2 ничьих, 5 поражений.

## Достижения

### Командные
«Беерсхот»
- Чемпион Бельгии: 1938, 1939